# باند (فیلم ۱۹۱۸)
باند (به انگلیسی: The Bond) فیلمی کوتاه و صامت، به کارگردانی چارلی چاپلین با بازی چارلی چاپلین، ادنا پرواینس، آلبرت آستین، سیدنی چاپلین و تولید سال ۱۹۱۸ می‌باشد.